# Pilatus PC-12
El Pilatus PC-12 es un avión monomotor turbohélice de ala baja, tren retráctil triciclo, altas prestaciones y capacidad STOL producido por la compañía suiza Pilatus Aircraft. Apto para vuelos corporativos y de carga en aeropuertos con aproximaciones difíciles, pistas cortas y no preparadas.

## Componentes

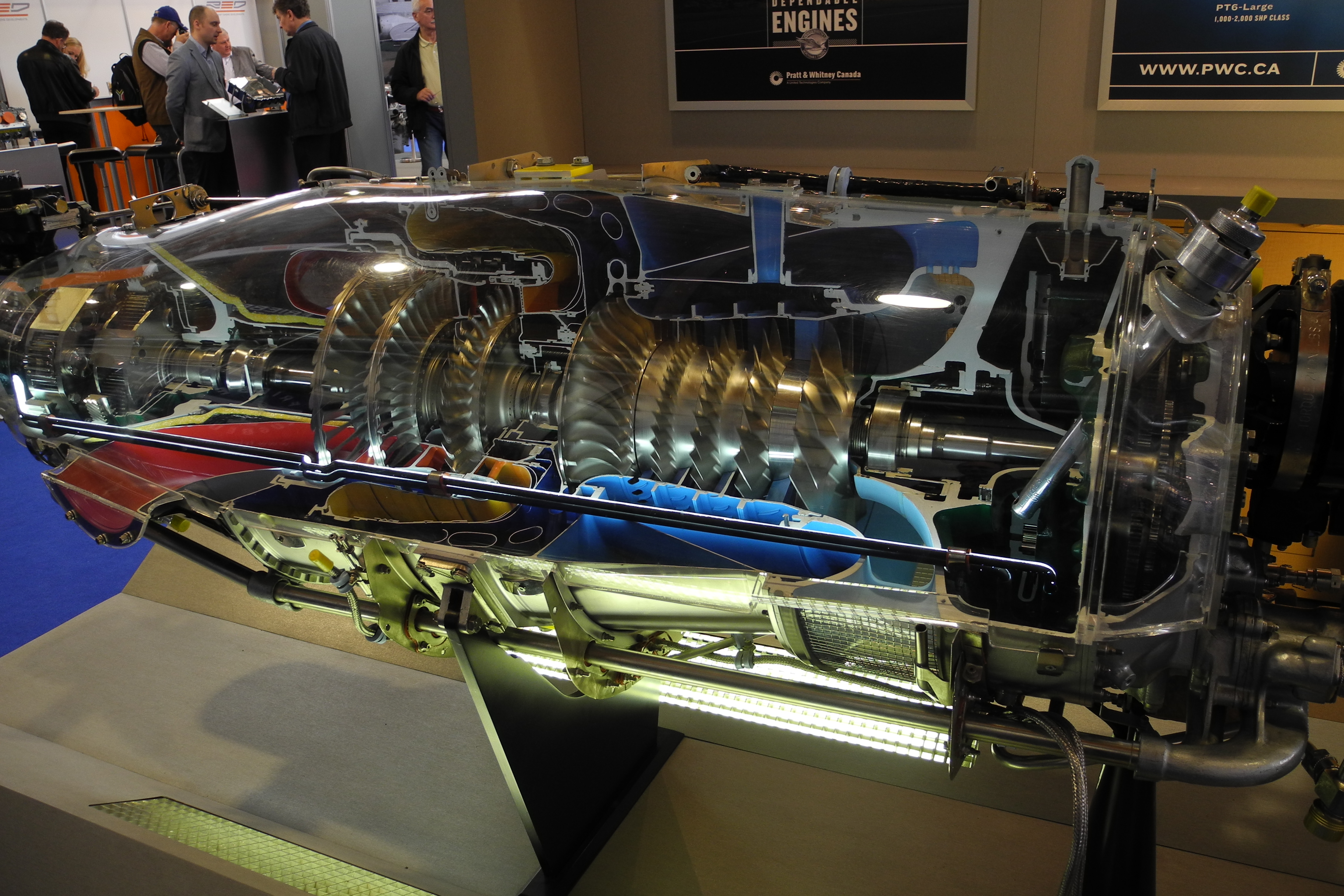
PT6

Canadá

### Propulsión
| Sistema | País              | Fabricante             | Notas        |
| ------- | ----------------- | ---------------------- | ------------ |
| Motor   | Bandera de Canadá | Pratt & Whitney Canada | 1 × PT6A-67B |

## Variantes

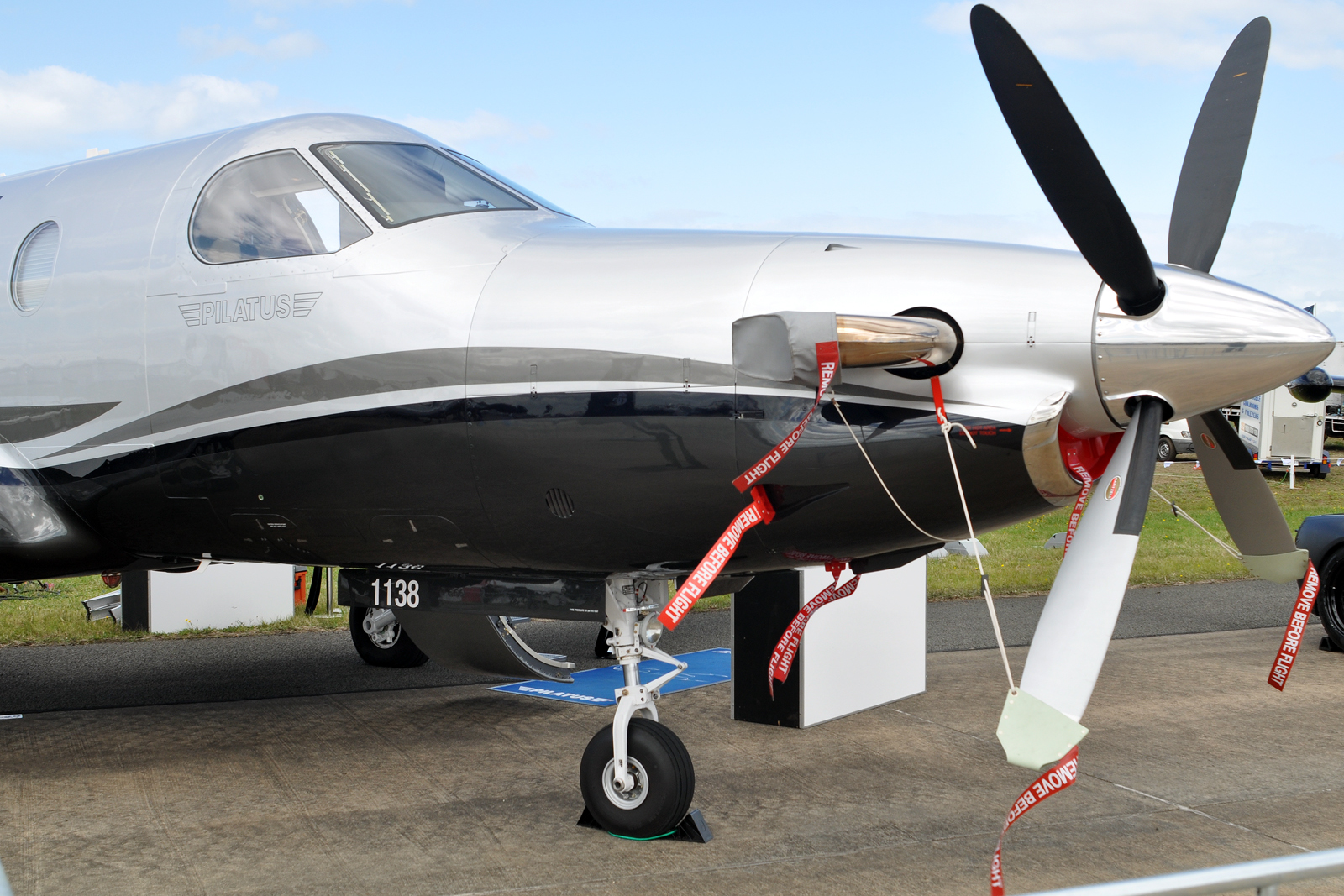
Instalación de nariz de turbohélice PT6 Pratt & Whitney y hélice de 4 palas.

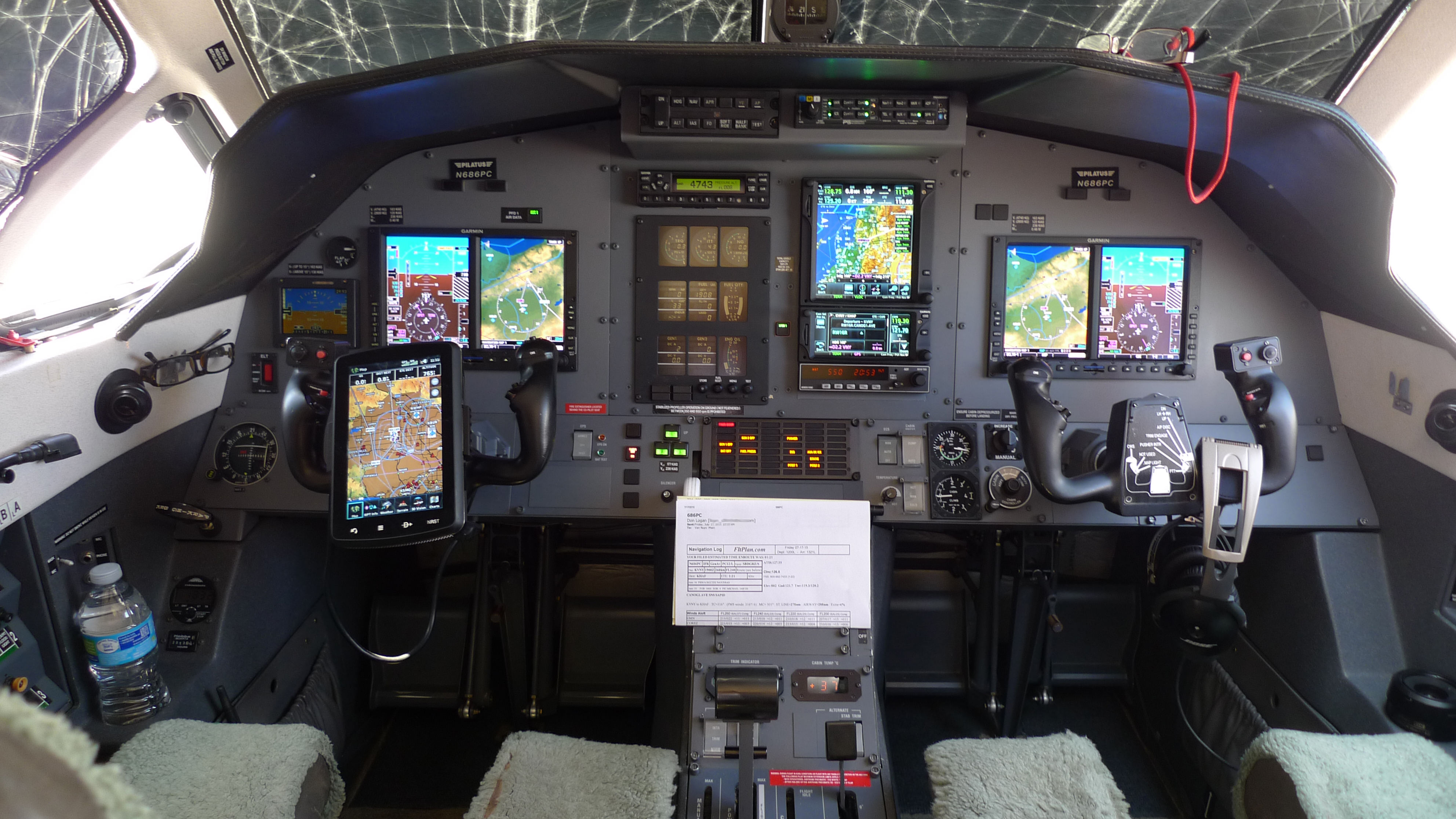
Instrumentos de vuelo y subpanel.

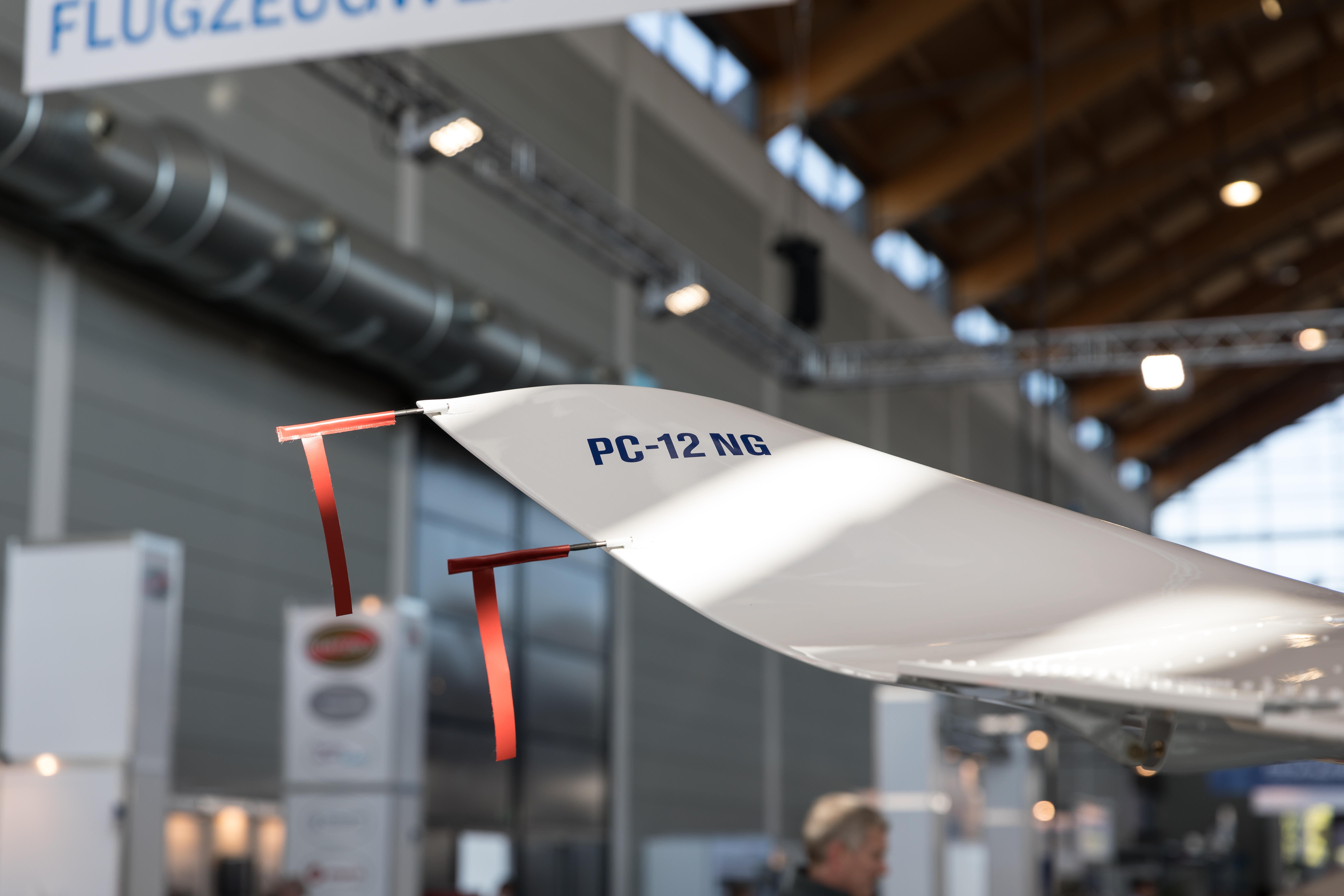
Nueva ala combinada del PC-12 NG.

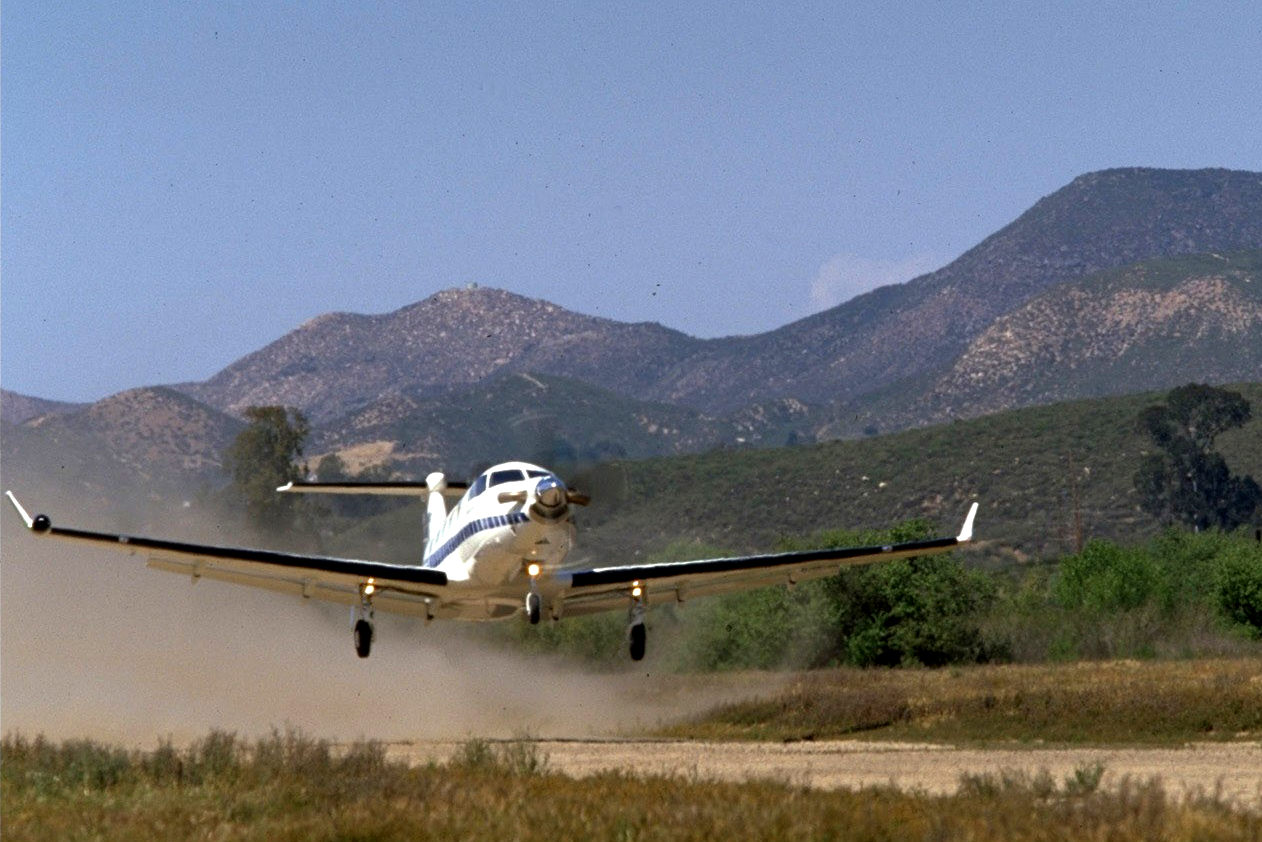
Pilatus PC-12 despegando de una pista de aterrizaje corta sin pavimentar.

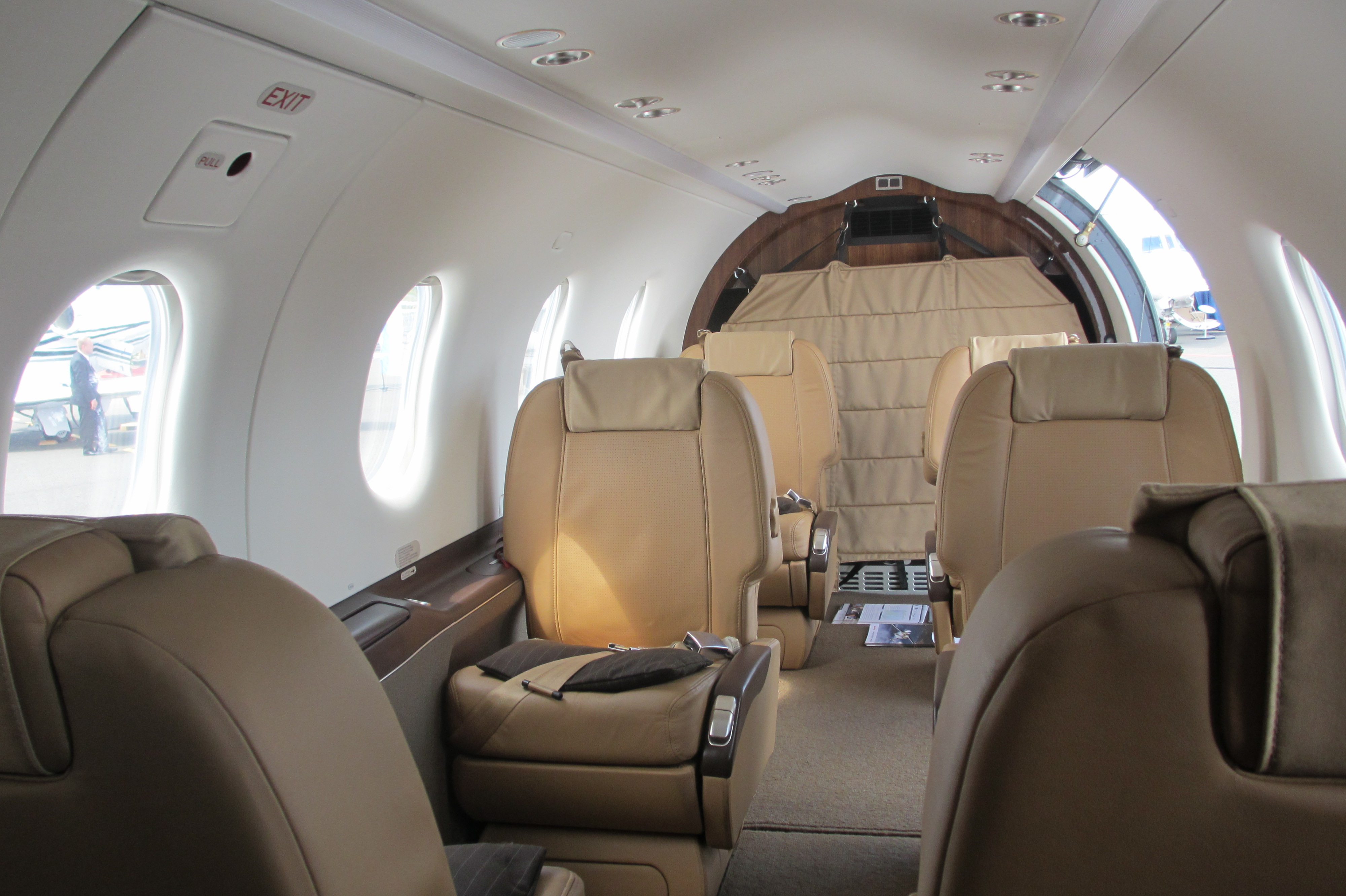
Cabina interior Pilatus PC-12.

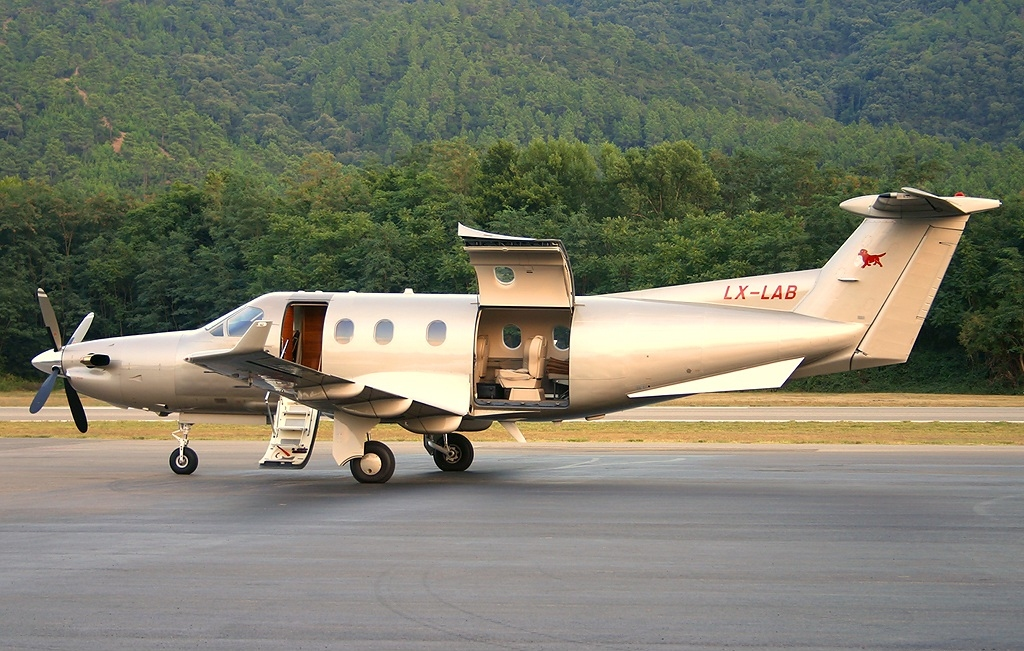
Un PC-12/45 registrado en Luxemburgo con puertas abiertas.

PC-12/41
Versión de producción original certificada en 1994 equipada con motor Pratt & Whitney Canada PT6A-67B. La mayoría, si no todos, de los /41 han sido actualizados a la versión /45.
PC-12/45
Versión certificada en 1996 con motor Pratt & Whitney Canada PT6A-67B con peso máximo de despegue incrementado hasta los 4500 kg.
PC-12/47
Versión certificada en 2005 con motor Pratt & Whitney Canada PT6A-67B y peso máximo de despegue de 4.740 kg.
PC-12/47E
Variante del anterior certificada en 2008 con actualización de aviónica y motor Pratt & Whitney Canada PT6A-67P. A veces es conocida por su nombre comercial PC-12 NG (Next Generation).
PC-12M Spectre
Plataforma para misiones especiales para militares comercializada en Estados Unidos, originalmente denominada "Eagle".
U-28A
Designación militar de Estados Unidos para el PC-12.

## Operadores civiles
- Boutique Air: 6

## Operadores militares
Argentina
- Gendarmería Nacional Argentina[2]

2 Unidades en Servicio
 Bulgaria
- Fuerza Aérea Búlgara: desde 2003.

 Irlanda
- Fuerzas de Defensa Irlandesas: 3 entregados en septiembre de 2020.[3]

 Sudáfrica
- Fuerza Aérea Sudafricana: operan en el 41 escuadrón.

 Suiza
- Fuerza Aérea Suiza

 Estados Unidos
- Fuerza Aérea Estadounidense

. 🇬🇹Guatemala 
.Fuerza Aérea de Guatemala 
2 unidades en servicio.

## Especificaciones (PC-12)

### Características generales
- Tripulación: 1 o 2 pilotos
- Capacidad: 9 pasajeros en configuración estándar, 6-8 ejecutivos
- Carga: 1.500 kg
- Longitud: 14,4 m
- Envergadura: 16,23 m
- Altura: 4,26 m
- Superficie alar: 25,81 m²
- Peso vacío: 2.761 kg
- Peso cargado: 4.700 kg
- Peso máximo al despegue: 4.740 kg
- Planta motriz: 1× turbohélice Pratt & Whitney Canada PT6A-67B.
  - Potencia: 895 kW (1200 HP; 1217 CV)
- Hélices: 1× cuatripala de aluminio Hartzell HC - E4A - 3D/E10477K por motor.
- Diámetro de la hélice: 2,67 m
- Velocidad de la hélice: 1700 rpm
- Carga máxima de combustible: 539 kg
- Envergadura de cola: 5,2 m

### Rendimiento
- Velocidad crucero (Vc): 500 km/h (311 MPH; 270 kt) a 20.000 ft de altitud (PC-12NG)
- Velocidad de entrada en pérdida (Vs): 120 km/h (75 MPH; 65 kt) (PC-12NG)
- Alcance: 2804 km (1514 nmi; 1742 mi) con 9 pasajeros
- Alcance en ferry: 4149 m (13 612 ft) sin pasajeros
- Techo de vuelo: 9144 m (30 000 ft)
- Régimen de ascenso: 512 m/min a nivel del mar
- Carga alar: 174,3 kg/m²
- Potencia/peso: 3,7 kg/hp

### Aviónica
- Honeywell Primus APEX (PC-12NG)

### Aeronaves similares
- Cessna 208 Caravan
- Piper PA-46
- SOCATA TBM
- Aero Ae 270 Ibis
- Myasishchev M-101T
- Cessna Denali
- Epic E1000
- Piper Meridian

### Secuencias de designación

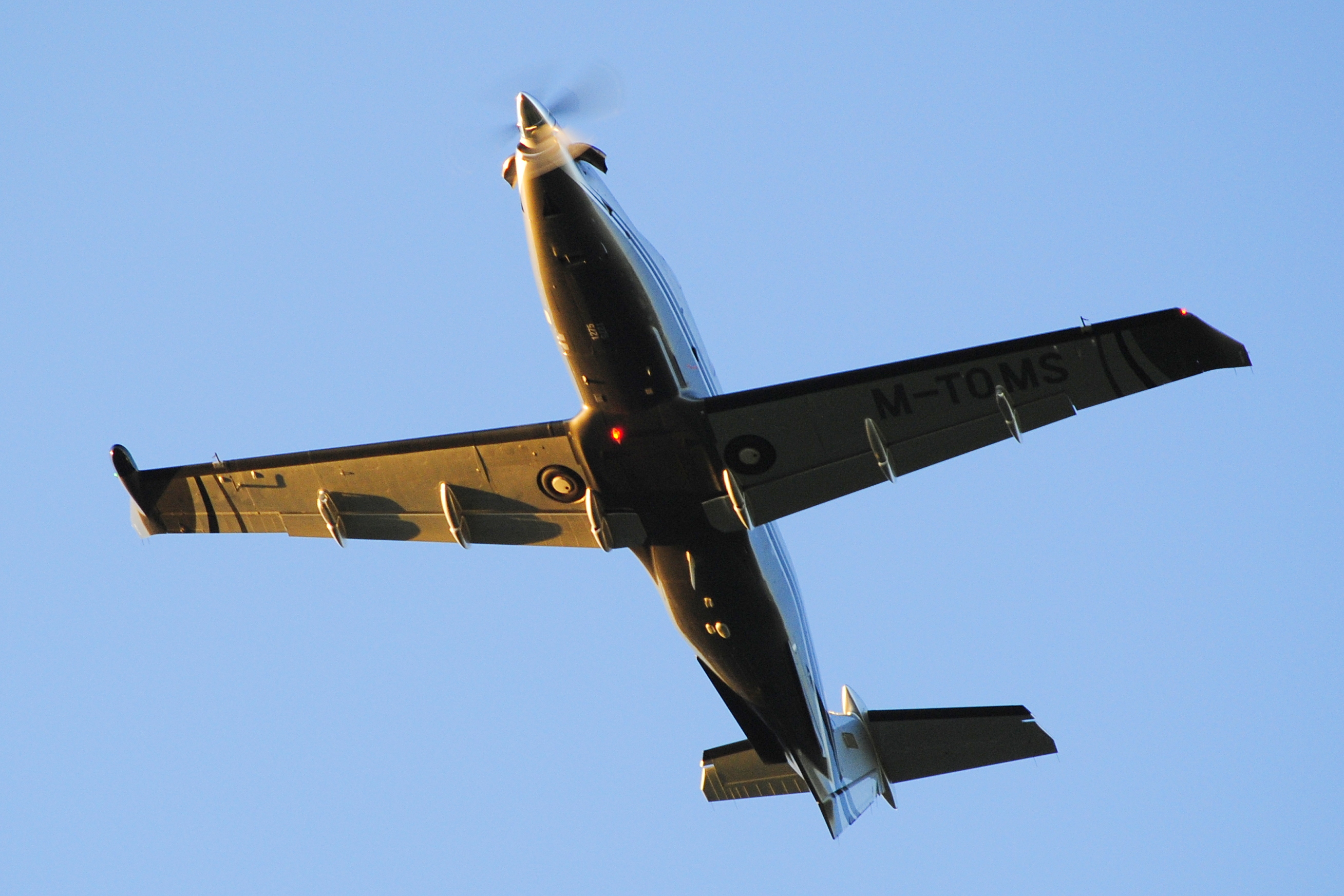
Vista desde abajo, tren y flaps arriba.

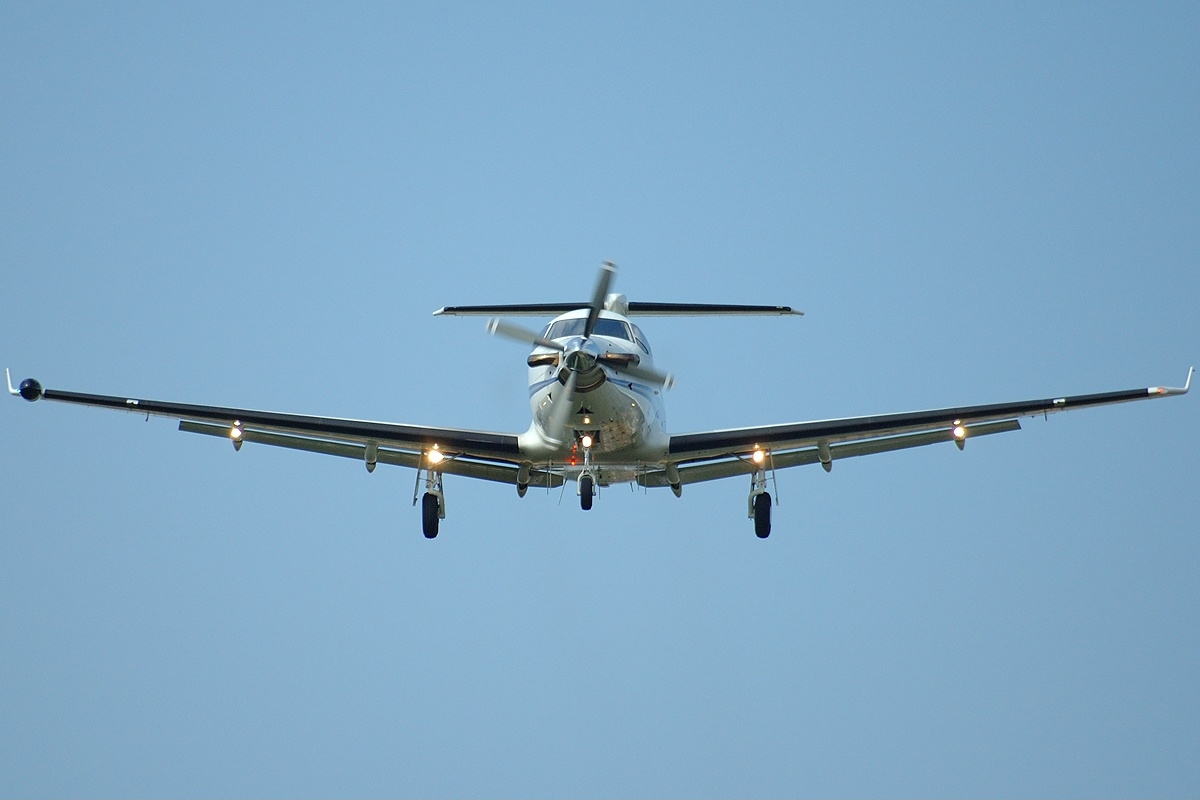
Vista frontal, tren y flaps abajo.

- Secuencia PC-_ (interna de Pilatus): ← PC-9 - PC-10 - B4/PC-11 - PC-12 - PC-21 - PC-24
- Secuencia U-_ (Aviones Utilitarios estadounidenses, 1962-presente): ← U-25 - U-26 - U-27 - U-28 - U-38

### Listas relacionadas
- Anexo:Aeronaves de la Fuerza Aérea de los Estados Unidos (históricas y actuales)